# Charanguinha
O Grupo Recreativo Escola de Samba Charanguinha (G.R.E.S. Charanguinha) é uma escola de samba de Ovar, que desfila no seu carnaval.
Fundada em 1 de Maio de 1984, venceu o Carnaval da cidade por 16 vezes, sendo assim, a par da escola de samba Costa de Prata, as duas com o maior palmarés.
O seu símbolo é o Neptuno e as suas cores oficiais são o Roxo e Branco, embora habitualmente utilize o Rosa como cor de combinação nas suas fantasias.
Desfila com cerca de 200 elementos e tem sede na Aldeia do Carnaval, na Zona Industrial de Ovar.

## História

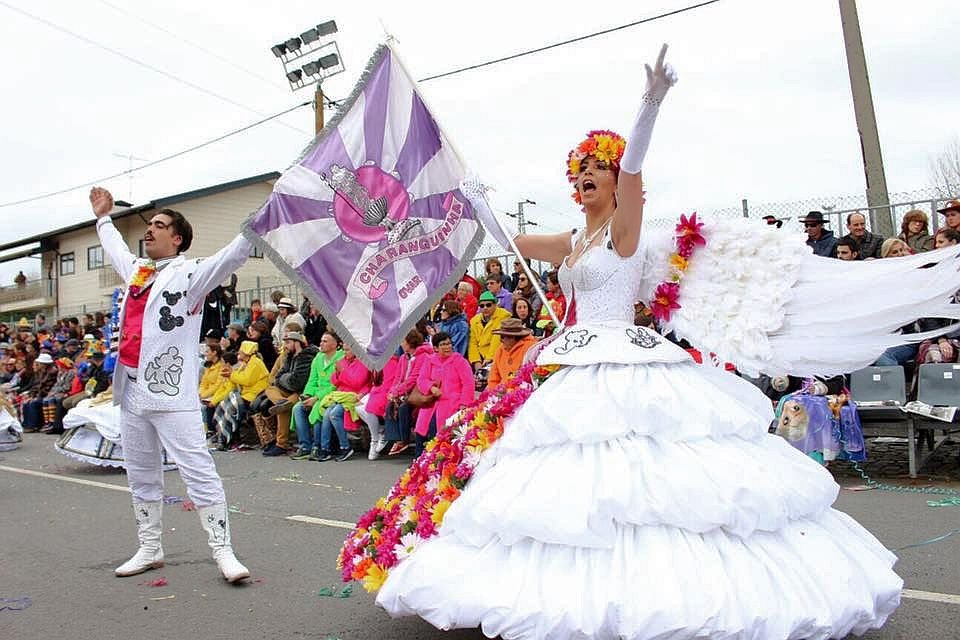
Desfile no Carnaval de 2017.

Os inícios da Charanguinha remontam a 1980, sendo sua história associada a uma claque de apoio do basquetebol da Ovarense, que na altura militava na II Divisão Nacional, Zona Norte. Esta torcida era conhecida como Charanguinha do Papai.
Em 1982, a Charanguinha do Papai participou na chegada do Rei de Carnaval, o saudoso António da Vareirinha, mas é apenas em 1 de Maio de 1984, apadrinhada pelo então presidente da edilidade vareira, Dr. Raimundo Rodrigues, que a agremiação foi oficialmente fundada, pelas mãos de João Fernando Costa. Participou pela primeira vez dos festejos carnavalescos em 1985.
Em Janeiro de 1997, a Charanguinha tornou-se um grupo recreativo, associação juridicamente registada, regida por estatutos e regulamento interno. Tem 15 elementos nos corpos gerentes, sendo 3 na Mesa de Assembleia, 3 no Conselho Fiscal e 9 na Direcção. Posteriormente passou a ser conhecida pela denominação atual.

## Palcos
A escola de samba já atuou nos melhores palcos do país como(Casino do Estoril, Coliseu do Porto, Casino de Espinho, Teatro Gil Vicente e muitos outros) em festas e romarias de Portugal como Lamego, Rebordosa, Freamunde, Mesão Frio e muitas outras cidades e localidades de norte a sul do país, conta com várias atuações além fronteiras como na Suíça, França e Espanha, tendo já participado também em inúmeros programas de televisão, nomeadamente na RTP, SIC, TVI, Porto Canal e GNT. Tem também uma participação ativa nos diversos eventos de samba nacionais, como em Estarreja, Mealhada, Torres Vedras e em muitos outros eventos ligados ao samba.[carece de fontes?]

## Segmentos

### Direção
| Orgãos Sociais 2023/2024 | Direção           |
| Presidente               | Alexandra Azevedo |
| Vice Presidente          | Ana Marques       |
| Vice Presidente          | João Silva        |
| Secretária               | Mariana Pinto     |
| Tesoureira               | Mariana Maia      |
| Vogal                    | Andreia Gaspar    |
| Vogal                    | Diogo Moleiro     |
| Vogal                    | Nuno Vieira       |
| Vogal                    | Tiago Santos      |
|                          | Assembleia Geral  |
| Presidente               | Maria Bonifácio   |
| Secretária               | Patrícia Conde    |
| Vogal                    | Nuno Brandão      |
|                          | Conselho Fiscal   |
| Presidente               | Nuno Ribeiro      |
| Secretária               | Paula Sona        |
| Vogal                    | Rafaela Pinto     |

### Presidente de Honra - Fundador
| Nome          |
| ------------- |
| João Fernando |

| Mestre de Bateria |
| ----------------- |
| Márcio Maciel     |

### Coreógrafas
| Ano         | Nomes                                       |
| ----------- | ------------------------------------------- |
| 2023 - 2024 | Fabiana Bastos, Mariana Bastos e Mara Silva |

### Casal de Mestre-sala e Porta-bandeira
| Ano  | Nome                            |
| ---- | ------------------------------- |
| 2024 | Cátia Pereira e Flávio Oliveira |

### Rainha de Bateria
| Período | Madrinha       |
| ------- | -------------- |
| de 2019 | Patrícia Conde |

### Intérprete
| Período    | Madrinha        |
| ---------- | --------------- |
| desde 2021 | Rodrigo Ventura |

### Carnavais
| Ano  | Colocação   | Enredo                                                                                             | Carnavalesco | Ref.                |
| ---- | ----------- | -------------------------------------------------------------------------------------------------- | ------------ | ------------------- |
| 2014 | Campeã      | |              |                     |
| 2015 | Vice-campeã | |              |                     |
| 2016 | Vice-campeã | Tudo o que pedimos é para podermos viver, viver em paz Compositores:Miguel Bruno e Rodrigo Ventura |              | [ 4 ] [ 5 ]         |
| 2018 | 2ºLugar     | Rei da Pop Compositor: Valério                                                                     |              | [carece de fontes?] |
| 2019 | 2ºLugar     | |              |                     |
| 2020 | 2ºLugar     | Hawaiki : O lugar de Origem Compositor: Xando Lopes                                                |              | [ 6 ] [ 7 ]         |

## Palmarés
A Charanguinha foi campeã do Carnaval de Ovar por 16 vezes (1988, 1990, 1992, 1993, 1995, 1996, 1997, 1998, 2000, 2002, 2004, 2005, 2007, 2009 ,2012 e 2014), 13 segundos lugares (1989, 1991, 1999, 2003, 2006, 2010, 2011, 2013 , 2015, 2016, 2017, 2018 e 2019) e 3 terceiros lugares (1994, 2001 e 2008).

## Discografia
O GRES Charanguinha tem 4 trabalhos discográficos: 2 LPs (1988 e 1989) e 2 CDs (1992 e 2000).

## Ligações Externas
- Site Oficial
- Página no Facebook
- Fundação do Carnaval de Ovar